# Lý Tiểu Tân
Lý Tiểu Tân (tiếng Trung giản thể: 李小新, bính âm Hán ngữ: Lǐ Xiǎo Xīn, sinh tháng 10 năm 1962, người Hán) là nữ chính trị gia nước Cộng hòa Nhân dân Trung Hoa. Bà là Ủy viên Ủy ban Trung ương Đảng Cộng sản Trung Quốc khóa XX, hiện là Chủ nhiệm Văn phòng Ủy ban Cơ cấu biên chế Trung ương, Phó Bộ trưởng Bộ Tổ chức Trung ương Đảng Cộng sản Trung Quốc. Bà từng là Ủy viên thường vụ Bộ Trung Tổ, Phó Tổng thư ký Chính Hiệp khóa XIII, Phó Tổ trưởng Tiểu tổ lãnh đạo khai phát xóa đói giảm nghèo của Quốc vụ viện.
Lý Tiểu Tân là đảng viên Đảng Cộng sản Trung Quốc, học vị Cử nhân Nông nghiệp. Bà có sự nghiệp xuất phát điểm từ quê nhà Hồ Nam, công tác trong ngành tổ chức Đảng Cộng sản và Quốc vụ viện, là nữ thủ trưởng cấp bộ trưởng đầu tiên của cơ quan mình lãnh đạo.

## Xuất thân và giáo dục
Lý Tiểu Tân sinh tháng 10 năm 1962 tại huyện Nhạc Dương thuộc khu chuyên khu Tương Đàm, nay là địa cấp thị Nhạc Dương thuộc tỉnh Hồ Nam, Cộng hòa Nhân dân Trung Hoa. Bà lớn lên và tốt nghiệp phổ thông ở Nhạc Dương, thi đỗ Học viện Nông Hồ Nam (湖南农学院, nay là Đại học Nông nghiệp Hồ Nam), tới thủ phủ Trường Sa để nhập học vào tháng 9 năm 1979, tốt nghiệp cử nhân vào tháng 7 năm 1983, đồng thời được kết nạp Đảng Cộng sản Trung Quốc vào những năm này.

## Sự nghiệp

### Thời kỳ đầu
Tháng 8 năm 1983, sau khi tốt nghiệp đại học, Lý Tiểu Tân bắt đầu sự nghiệp khi được tuyển dụng làm công vụ viên ở quê hương của mình, công tác tại huyện Mịch La. Huyện Mịch La được nâng cấp thành thành phố cấp huyện thuộc Nhạc Dương từ năm 1987, và bà tiếp tục là khoa viên của Chính phủ Nhân dân Mịch La, tiếp tục là chuyên viên cấp phó trưởng khoa rồi trưởng khoa ở cơ quan này. Sau đó, bà được thuyên chuyển công tác tới Bộ Tổ chức Tỉnh ủy Hồ Nam, là chuyên viên cấp chủ nhiệm khoa viên. Trước năm 2000, bà lần lượt là phó xứ trưởng trồi xứ trưởng của Bộ Tổ chức Hồ Nam.

### Bộ Trung Tổ
Năm 2000, Lý Tiểu Tân được điều tới trung ương, công tác ở Bộ Tổ chức Trung ương Đảng Cộng sản Trung Quốc (Bộ Trung Tổ), nhậm chức Trưởng phòng Cán bộ thanh niên của Cục Cán bộ thứ nhất (干部一局), phụ trách hoạt động điều phối cán bộ thanh niên các ở địa phương. Sau đó, bà từng được điều chuyển sang đơn vị sự nghiệp công lập của Bộ Trung Tổ là Sở Nghiên cứu xây dựng Đảng (党建研究所), nhậm chức Phó Chủ biên Tạp chí nghiên cứu xây dựng Đảng; rồi chuyển về khối cơ quan nhà nước làm Phó Cục trưởng rồi Cục trưởng Cục Tổ chức thứ nhất, và Cục trưởng Cục Tổ chức thứ hai, phụ trách xây dựng cơ quan tổ chức cấp ủy Đảng cơ sở.
Tháng 2 năm 2017, Lý Tiểu Tân được bổ nhiệm làm Ủy viên thường vụ của bộ, cấp phó bộ trưởng, kiêm Cục trưởng Cục Tổ chức thứ nhất, đồng thời là Phó Tổ trưởng Tiểu tổ lãnh đạo khai phát xóa đói giảm nghèo của Quốc vụ viện từ tháng 5 năm 2018. Ở khối tổ chức xã hội, cuối năm này bà cũng được bầu làm Ủy viên thường vụ Hội Liên hiệp Phụ nữ toàn quốc Trung Hoa khóa XII. Tháng 8 năm 2020, bà nhậm chức Phó Bộ trưởng Bộ Trung Tổ, đồng thời là Phó Tổng thư ký kỳ họp thứ ba của Ủy ban toàn quốc Hội nghị Hiệp thương Chính trị Nhân dân Trung Quốc khóa XIII. Đến ngày 30 tháng 4 năm 2022, Lý Tiểu Tân được bổ nhiệm làm Chủ nhiệm Văn phòng Ủy ban Cơ cấu biên chế Trung ương Trung Quốc, cấp bộ trưởng, phụ trách cơ quan giúp việc cho Biên Ủy Trung ương (中央编委). Ở cơ quan này, bà kế nhiệm Chu Tổ Dực, là nữ thủ trưởng đầu tiên kể từ khi cơ quan được thành lập năm 1991, và là nữ lãnh đạo duy nhất trong các cơ quan ngang bộ của Trung ương Đảng Cộng sản Trung Quốc và Quốc vụ viện tại thời điểm được bổ nhiệm. Cuối năm 2022, bà tham gia Đại hội Đảng Cộng sản Trung Quốc lần thứ XX từ đoàn đại biểu khối cơ quan trung ương Đảng và Nhà nước. Trong quá trình bầu cử tại đại hội, bà được bầu là Ủy viên Ủy ban Trung ương Đảng Cộng sản Trung Quốc khóa XX.